# Menhire von Blairninich

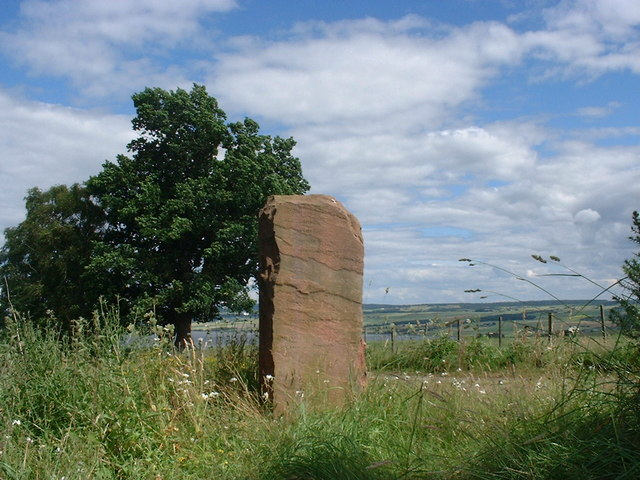
Westlicher Menhir von Blairninich

Die Menhire von Blairninich (auch Fodderty Standing Stones genannt) stehen nördlich der Straße A834 südlich der Kyle of Lochalsh Line, im Weiler Blairninich westlich von Dingwall in den Highlands in Schottland. 
Das Steinpaar befindet sich im Garten des Kilvannie Manor in Blairninich. Der gepflegte, vor dem Kilvannie Manor stehende, quaderförmige, westliche Menhir ist etwa 2,2 Meter hoch und hat zwei größere Schälchen. Der etwas versteckte, da stark bewachsene östliche Stein ist etwa 1,6 Meter hoch, zylindrisch und hat einen Metallschutz.